# ГЕС-ГАЕС Понт-Вентоукс-Суза
ГЕС-ГАЕС Понт-Вентоукс-Суза (італ. Centrale idroelettrica di Pont Ventoux-Susa) — гідроелектростанція на північному заході Італії, біля кордону з Францією. Використовує ресурс зі сточища річки Дора-Ріпарія, яка дренує північну частину Котських Альп та впадає зліва у По (басейн Адріатичного моря).
В районі Понт-Вентоукс Дору-Ріпарію перекрили водозабірною греблею довжиною 50 метрів, яка відводить ресурс до дериваційного тунелю діаметром 4,75 метра та довжиною 14 км. Останній прямує лівобережним гірським масивом та проходить через водосховище Валь-Клареа об'ємом 560 тис. м3, створене в долині однієї з приток Дора-Ріпарія. Звідси починається інший тунель таким же діаметром та довжиною 3,5 км, який переходить у напірний водогін довжиною 1 км. На завершальному етапі через вертикальну шахту глибиною 0,2 км та діаметром 2,8 метра вода подається до машинного залу, спорудженого в районі Суза.
Підземний зал має розміри 20х50 метрів при висоті 52 метри та обладнаний двома турбінами типу Френсіс потужністю по 78 МВт, які при напорі у 515 метрів забезпечують виробництво 457 млн кВт·год електроенергії на рік.
Відпрацьована вода потрапляє до створеного в ущелині Суза нижнього балансуючого резервуара об'ємом 420 тис. м2. Використовуючи встановлений у складі одного з гідроагрегатів насос потужністю 82 МВт, станція може працювати в режимі гідроакумуляції, закачуючи звідси воду назад до водосховища Валь-Клареа.